# CoolNovo
CoolNovo（クールノヴォ）とは、中国Maple Studioが開発していたChromiumを基盤とするウェブブラウザである。当初はChromePlus（クロムプラス）という名称であったが、2011年12月30日発表のバージョン2.0.0.4より現名称に改称された。

## 特徴
土台となるChromiumが主要な言語に対応しているため、CoolNovoも標準で日本語を含む主要な言語に対応している。Google ChromeおよびChromiumから追加された機能としては、右クリックやダブルクリックでタブを閉じる機能、マウスジェスチャー機能、“Super drag”機能、Internet Explorerのレンダリングエンジン (Trident) を使用して新しいタブを開く“IE Tab”機能、広告をブロックできるAdblock機能、各種ダウンロードマネージャとの連携機能やサイドバーなどが挙げられる。また、プライバシー保護機能が強化されている。
長所としては、外見はGoogle Chromeと同じであること、マウスジェスチャーなどの機能が最初から入っているためインストールしてすぐに高度なブラウジングが可能（Google Chromeにもマウスジェスチャー拡張機能がある）なこと、拡張機能を改造してサイドバー用に変えられること、ダウンロードの管理が効果的なことなど。